# Bo Hamburger
Bo Hamburger (Frederiksberg, 24 maggio 1970) è un ex ciclista su strada e dirigente sportivo danese, professionista dal 1991 al 2006 e medaglia d'argento in linea ai campionati del mondo 1997 di San Sebastián. Nel 2014 è stato manager del team Christina Watches-Kuma.

## Carriera
Ottenne diverse affermazioni soprattutto in circuiti e kermesse, ma si tolse anche alcune soddisfazioni vincendo tappe in alcune importanti brevi corse spagnole e francesi. Ottenne anche una vittoria di tappa al Tour de France del 1994, quella che fu la sua prima importante affermazione, e l'importante classica belga della Freccia Vallone.
Già in precedenza si era messo in evidenza con alcuni piazzamenti sempre in brevi corse a tappe; al Tour de France riuscì anche a fare classifica giungendo più di una volta nei primi venti della generale. Numerosi i suoi piazzamenti nelle brevi corse a tappe: ottenne podi nel Critérium International, nel Giro del Mediterraneo, nel Giro di Svezia e nel Giro di Danimarca, ma anche risultati nella Volta Ciclista a Catalunya.
Conseguì buoni piazzamenti ai campionati del mondo su strada: fu quindicesimo nel 1991, suo anno di esordio da professionista, sesto nel 2003 e secondo a San Sebastián, alle spalle di Laurent Brochard, nel 1997.
In un libro ha ammesso di essersi dopato dal 1995 al 1997. Inoltre nel 2001 fu trovato positivo all'EPO. Si è ritirato dall'attività al termine della stagione 2006. Dal 2014 è rappresentante e manager della formazione Continental danese Christina Watches-Kuma.

## Palmarès
- 1994

8ª tappa Tour de France
Omloop der Vlaamse Ardennen - Ichtegem
- 1995

3ª tappa, 1ª semitappa Giro di Danimarca
- 1997

7ª tappa Volta Ciclista a Catalunya
- 1998

Freccia Vallone
2ª tappa Volta a la Comunitat Valenciana
2ª tappa Vuelta al País Vasco
- 2000

Campionato danese, Prova in linea
4ª tappa Parigi-Nizza
4ª tappa Rheinland-Pfalz-Rundfahrt

### Altri successi
- 1994

Kermesse di Heule
Omloop van de Vlasstreek
Profronde van Wateringen
Classifica scalatori Hofbrau Cup
- 1995

Criterium di Handsten
- 1998

Criterium di Charlottenlund
Criterium di Hadsten
- 2004

Circuito di Andora

## Piazzamenti

### Grandi Giri
- Giro d'Italia

1995: 95º
1999: 59º
2002: 77º
2003: 54º
2004: 38º
- Tour de France

1993: 31º
1994: 20º
1995: 17º
1996: 13º
1997: ritirato (14ª tappa)
1998: 15º
1999: ritirato (15ª tappa)
2000: 36º
- Vuelta a España

1992: 48º
1996: 44º
1997: 33º

### Classiche monumento
- Milano-Sanremo

1992: 17º
1993: 80º
1994: 45º
1995: 63º
1996: 44º
1997: 23º
1998: 18º
1999: 17º
2000: 10º
2001: 26º
2002: 112º
2005: 81º
- Liegi-Bastogne-Liegi

1992: 33º
1993: 72º
1994: 31º
1995: 62º
1997: 38º
1998: 12º
1999: non partito
2000: ritirato
2001: 50º
- Giro di Lombardia

1992: 8º
1993: 18º
1994: 31º
1997: 18º
2002: ritirato
2003: ritirato
2004: 56º
2005: ritirato

### Competizioni mondiali
- Campionati del mondo

Stoccarda 1991 - In linea Professionisti: 15º
Benidorm 1992 - In linea Professionisti: ?
Oslo 1993 - In linea Professionisti: 18º
Agrigento 1994 - In linea Elite: 47º
Lugano 1996 - In linea Elite: 37º
San Sebastián 1997 - In linea Elite: 2º
Valkenburg 1998 - In linea Elite: ritirato
Verona 1999 - In linea Elite: ritirato
Plouay 2000 - In linea Elite: 23º
Hamilton 2003 - In linea Elite: 6º
- Giochi olimpici

Atene 2004 - In linea: 25º